# Российско-эстонская граница
Российско-эстонская граница — государственная граница между Россией и Эстонией. Проходит по суше и частично по водным объектам, отделяя Псковскую и Ленинградскую области России от уездов Ида-Вирумаа и Вырумаа Эстонии.

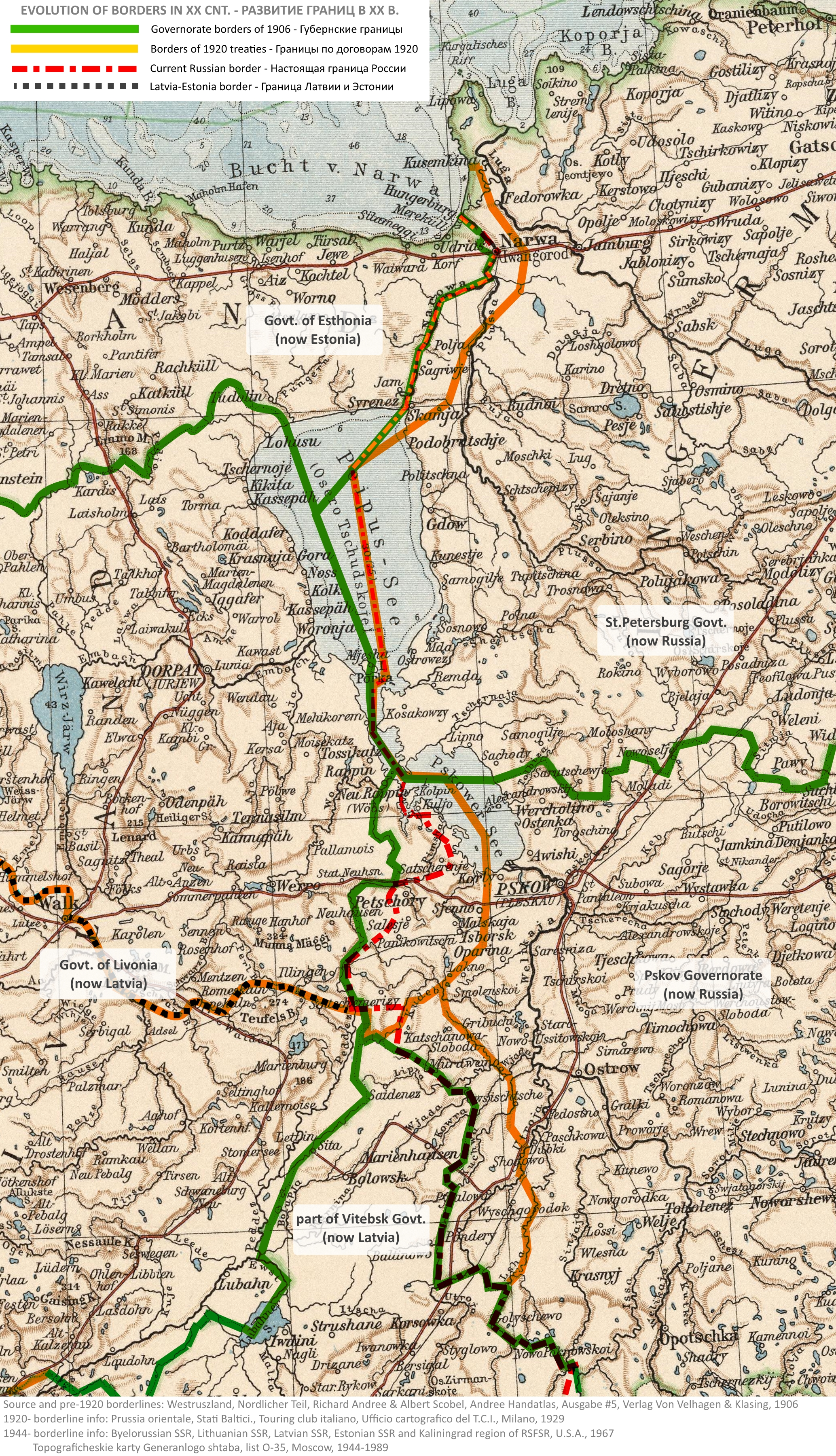
Губернские и государственные границы в районе Псково-чудского бассейна

## География
Протяжённость сухопутной границы составляет 333,7 км (в том числе 89,5 км собственно сухопутной, 87,5 км речной и 147,8 км озёрной, из которой по акваториям Псковского, Теплого и Чудского озёрам проходит 126,2 км). Помимо этого имеется участок межгосударственной морской границы в 142,0 км (Финский залив Балтийского моря)
Значительная часть границ с Эстонией — водные; проходят по фарватеру реки Нарвы и Чудскому озеру; на юге имеется сухопутный участок, части которого оспаривались Эстонией до присоединения страны к ЕС и НАТО.

## История

### Западный рубеж Новгородской земли и России до XX в.

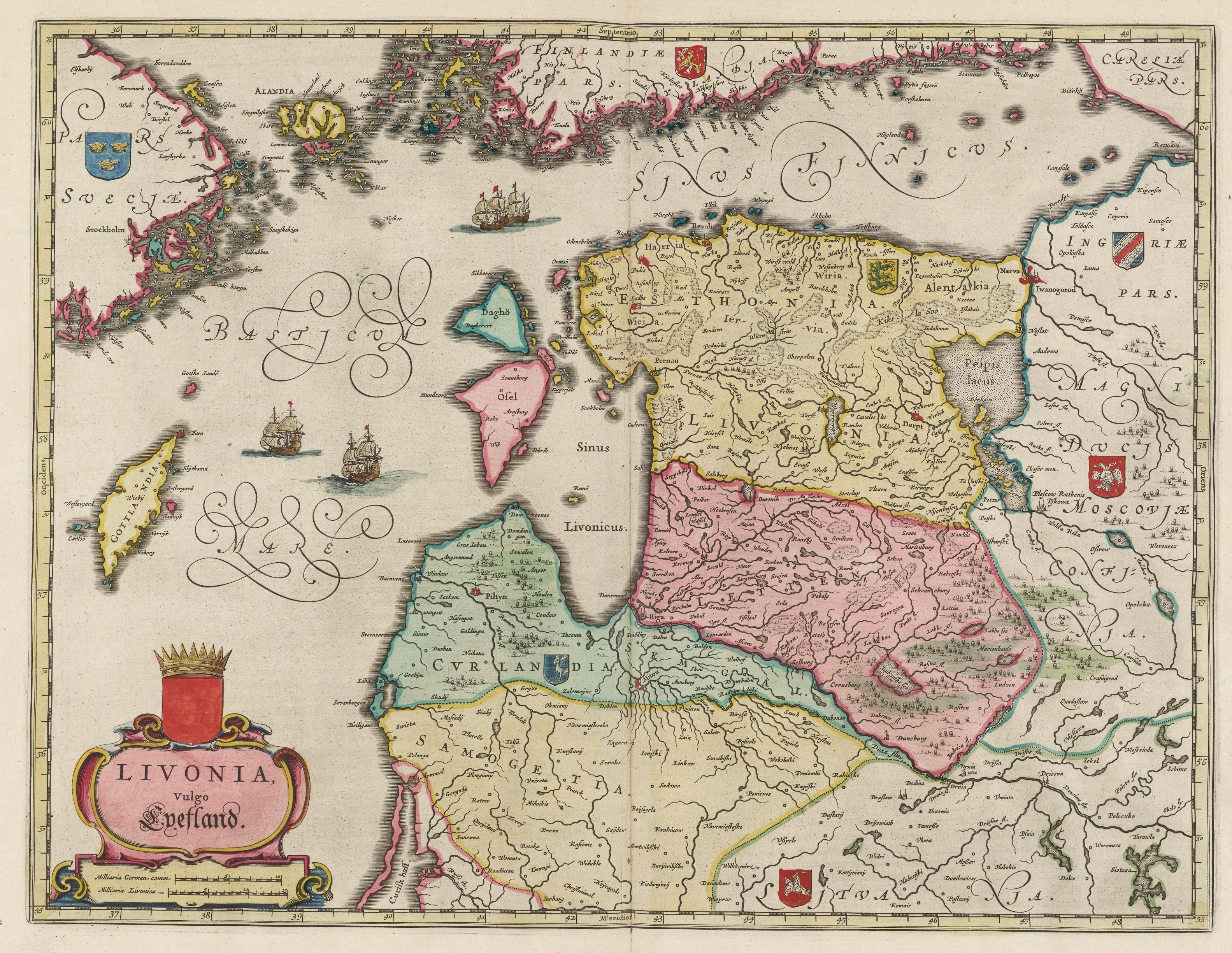
Ливония и сопредельные государства, 1645

До появления в Прибалтийском крае датских и германских завоевателей Новгородская Республика и отколовшаяся от неё Псковская земля не имели твёрдых границ на западе. Народы, проживавшие на востоке современных Эстонии и Латвии состояли в военных и династических союзах со славянскими княжествами и платили дань Новгороду, Пскову и Полоцку. В XIII в. в ходе упорных боёв датчане и германцы разбивают эстонские и союзные им силы ильменских словен и выходят на естественные оборонительные рубежи, проходящие по реке Нарове и Чудскому озеру. Южнее натиск ливонцев на восток остановился перед крепостями Изборск и Псков. На обеих сторонах от данных рубежей возникают новые крепости, в том числе Вастселийна, Нарва, Ивангород, Ям. Долгое время попытки шведов и ливонцев прорваться далее на восток, а русских — к Юрьеву и западнее терпели неудачу, что отражается в череде мирных соглашений 1420, 1521, 1595 годов и ряда других.

«аки приехали отъ помянутого лифляндского магистра въ Новгород послы: Сююнъ вань-Борть, Иогань Лоде Иван Дюкерь и Юрий Кавиерь просить перемирия, которое 10 сентября съ нимь и с магистром архиепископом рижским и с епископами дерптским и эзельским. Курляндским и ревельскимь на 10 лет учинено при наместнике князя Александра Володимировича Ростовского». Условия же записи были «чтобъ имъ, лифляндцам онюдь съ польским королем и великим князем литовскиим въ союзы не вступать, и рубежу быть между России и Лифляндии, начиная из Чудского озера у стержнемь peки Наровы и поперек острова, что пониже Иван-города и Ругодива на реке же Нарове, да въ Соленое море»— Бантыш-Каменский Н. Н. Обзор внешних связей России. Т. З. - M., 1867

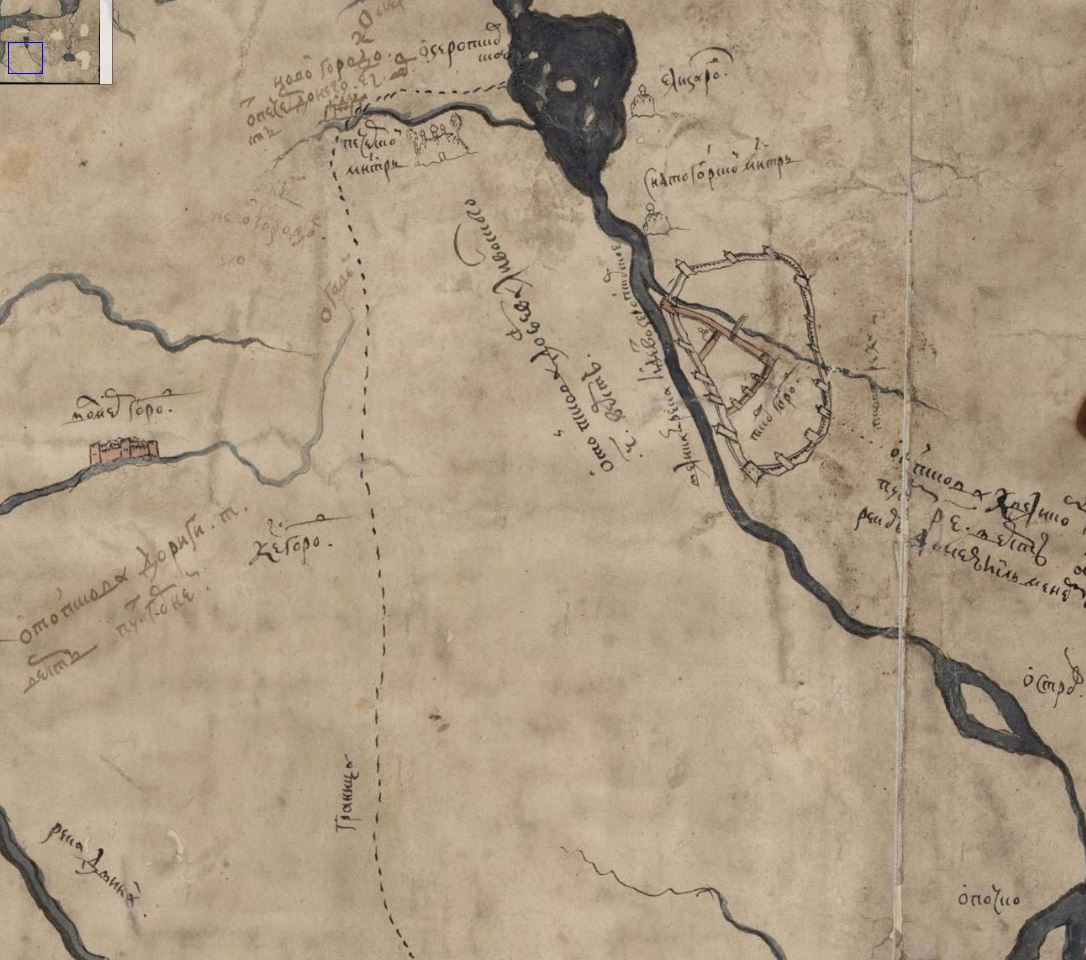
Фрагмент Чертежа ветхого русским и шведским городам до Варяжского моря (Псков и окрестности)

Заключение Столбовского мирного договора превращает участок границы от Нарвы до Финского залива во внутреннюю административную границу Шведского королевства между северными частями Водской и Шелонской пятин Великого Новгорода, ставшими Шведской Ингерманландией, и Шведской Эстляндией. Южная часть речной границы по Нарове, отделяющий Россию от Задвинского герцогства (с 1629 — от Шведской Ливонии), а также её озёрный и сухопутный участок остаются неизменны.

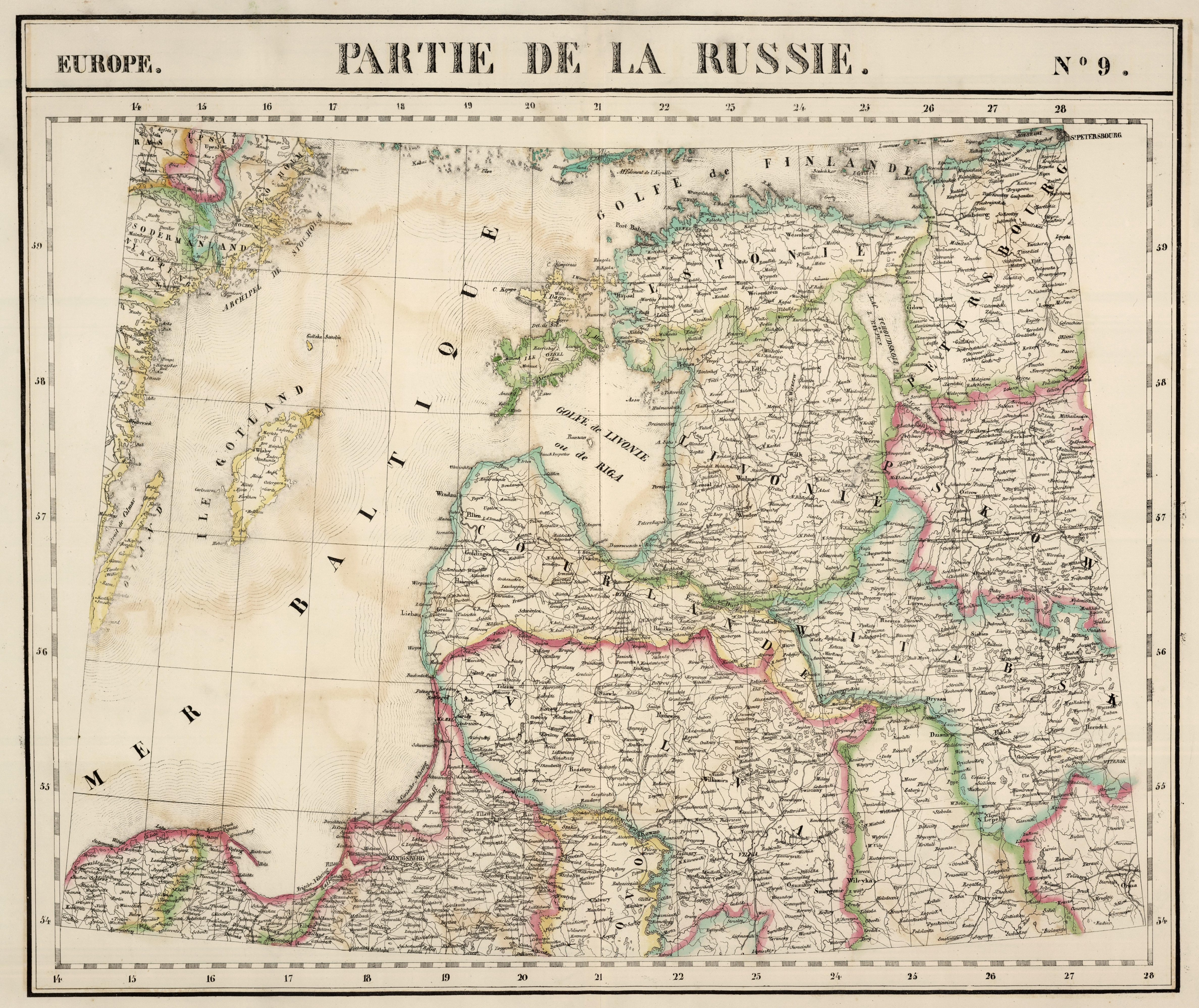
Карта западной части России в атласе Филиппа Вандермелена, 1827 год

Ништадтский мирный договор возвращает России контроль над Ижорской землёй и закрепляет за Петровской империей Эстонию и Ливонию. Граница с Рижской и Ревельской губерниями повторяет границу с ними же в бывшем качестве шведских провинций, превращаясь в административную границу внутри России. Поскольку Остзейские губернии надолго сохранили привычный уклад жизни, где доминировали немецкая аристократия, духовенство и интеллигенция, а также раньше произошла отмена крепостного права, внутренняя граница с Ливонией и Эстонией осталась фактором их культурного, правового и имущественного отмежевания от остальной России.

Восточная граница Лифляндии с Псковской губернией, имеющая до озера или пролива, соединяющего Пейпус с Псковским озером, на протяжении 108 верст, общее направление на север, идет к востоку до р. Виргулитц, потом до верховья сей последней речкою Педдец и небольшим притоком её, до дв. Киввиорра, далее сухим рубежом на северо-запад, до р. Паупле, речкою Паупле, на север, до верховья оной, и пересекает новое шоссе из Риги в Псков, затем граница проходит небольшим озером и рекою Пимпе, пересекает почтовую дорогу из Верро в Псков, далее идёт снова рекою Пимпе, пересекает просёлочную дорогу из Верро в Псков, далее идёт снова рекою Пимпе, пересекает просёлочную дорогу в Псковскую губернию, далее пограничная линия идет притоком р. Пимпе на север, искусственною чертою, 2 версты лощиною речки и опять искусственною границею до р. Меда, по этой реке до впадения её в р. Воо и наконец 4 версты течением этой последней до Пейпуса. Описанная граница разделяет Валкский и Верроский уездв от Псковской губернии. Затем восточная граница Лифляндии проходит по проливу, соединяющему Чудское озеро с Псковским, пересекает остров Порка и следует далее посреди Пейпуса, в северной части которого уклоняется на северо-запад.— Веймарн Ф., Матеріалы для географіи и статистики Россіи, собранные офицерами Генеральнаго штаба. Лифляндская губернія. СПб, 1864

### Граница России и Эстонии

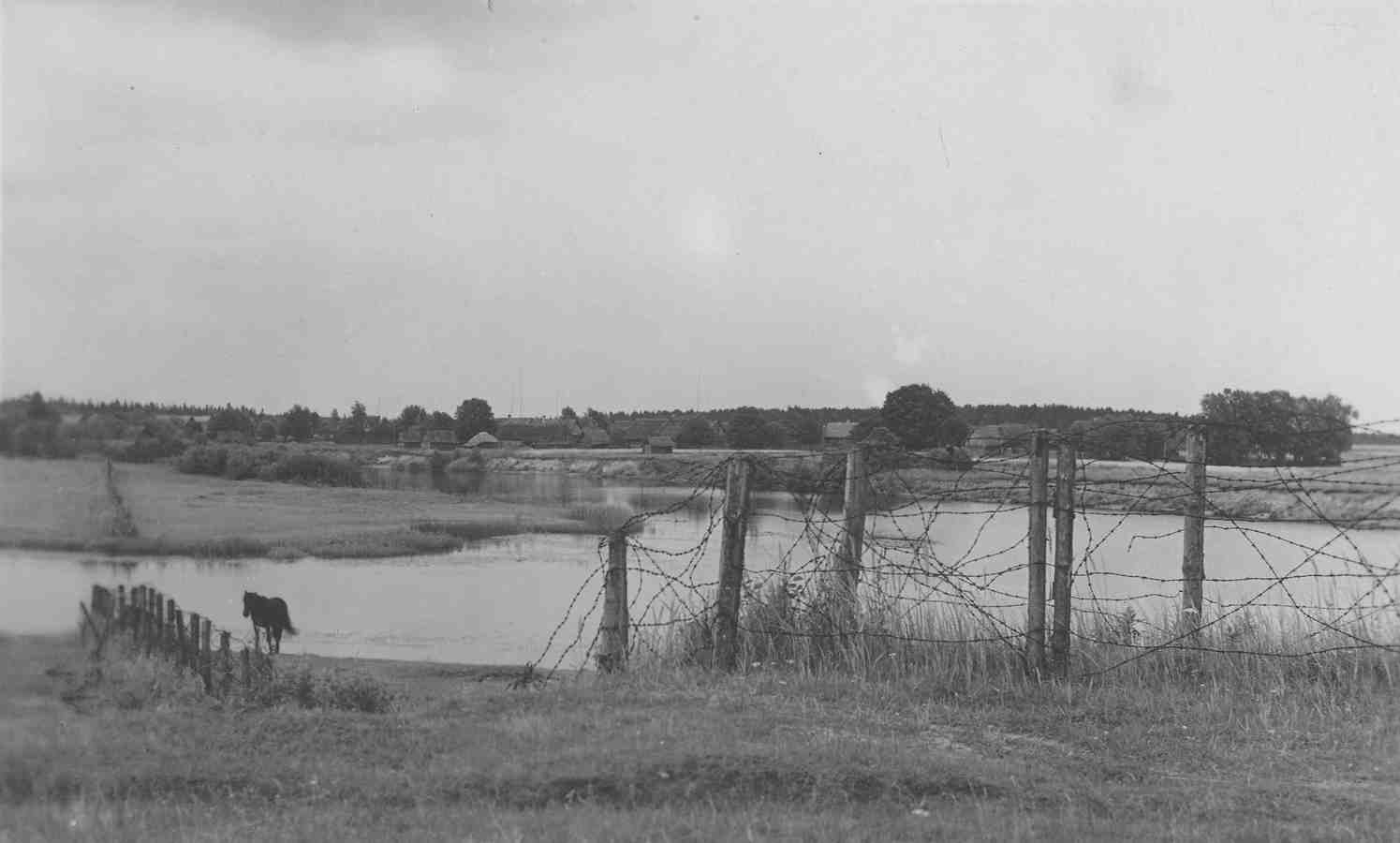
Деревня Новая Арсия. Граница Эстонии и СССР. 1936 г.

После Февральской революции 1917 года, 30 марта (12 апреля) 1917 года Временное правительство приняло положение «Об автономии Эстляндии», согласно которому Верроский, Перновский, Феллинский, Эзельский и Юрьевский уезды, а также часть Валкского уезда были выделены из Лифляндской губернии и переданы Эстляндской губернии В Эстляндскую губернию были включены северные уезды Лифляндской губернии с преимущественно эстонским населением. Вновь образованная Эстляндская автономия стала ареной борьбы эстонских коммунистов, Временного Земского совета (эст. Maapäev) и германских оккупационных войск. 19 февраля 1918 года был создан Комитет спасения Эстонии, который 24 февраля 1918 года опубликовал «Манифест ко всем народам Эстонии», объявлявший Эстонию независимой демократической республикой. Декларация предусматривала проведение местных референдумов для определения границ с Латвией и Россией, которые проводились в сопредельных с Латвией волостях при посредничестве Британии. На российском участке границы Эстонии такой референдум был проведён только в Нарве, проголосовавшей 10 декабря 1918 г. за присоединение к Эстонии. Правительство большевиков признало результаты плебисцита и 21 декабря Нарва была выведена из состава Петроградской губернии.
Последовавшие в 1919 году события Гражданской войны и иностранной интервенции, рассматриваемые историками также в качестве Освободительной войны Эстонии, перемещали линию фронта между окрестностями Таллина и пригородами Петрограда, однако ни Эстонской и Северо-западной армиям, ни Красной армии не удавалось надолго закрепиться к востоку или западу от старых губернских границ. Первое обращение РСФСР к Эстонии в апреле 1919 по поводу заключения мира было сорвано вмешательством Британии, настаивавшей на свержении большевиков. В декабре того же года наступавшие на Петроград войска Юденича были отброшены под Нарву и советско-эстонские переговоры продолжились, где наиболее остро встал вопрос о границе. 9-10 декабря стороны обменялись обоюдно неприемлемыми территориальными претензиями, а к 31 декабря пришли к соглашению о проведении государственной границы вдоль фактической линии фронта.
По условиям Юрьевского (Тартуского) мирного договора от 2 февраля 1920 г. между Эстонией и Советской Россией из состава Петроградской губернии РСФСР во владение Эстонии передавалась узкая полоса вдоль восточного берега реки Нарова, включавшая Ивангород, также известная как Эстонская Ингерманландия. Кроме того из состава Псковской губернии выделялись для передачи Эстонии Печорский уезд с городом Печоры, юго-западное побережье Псковского озера почти до устья р. Великая, включая город Изборск.

 Государственная граница между Россией и Эстонией проходит: от Нарвского залива в одной версте южнее Дома рыбаков на д. Ропша, далее по речке Мертвицкая и реке Россонь до д. Илькино, от д. Илькино в одной версте западнее д. Кейкино, в полуверсте западнее д. Извоз на д. Кобыляки, устье реки Щучка, д. Кривая Лука, полум. Печурки, слияние трех истоков реки Втроя, южная окраина д. Куричек с ея угодьями, прямая линия к середине Чудского озера, по середине Чудского озера, в одной версте восточнее острова Порка (Пирисар), далее по середине проливов до острова Салло; от середины пролива у острова Салло к середине пролива между Талабскими островами и островом Каменка, западнее деревни Поддубье (на южном берегу Псковского озера), железнодорожная будка у д. Грядище, западнее д. Шахинцы, восточнее д. Новая, оз. Поганово, между д. д. Бабина и Выморски, полторы версты южнее дома лесн. (что севернее Глыбочина), д. Спрехтичи и ф. Кудепи.— Статья III, пункт 1 Юрьевского (Тартуского) мирного договора между РСФСР и Эстонией
Договаривающиеся стороны также установили демилитаризованную зону к востоку и западу от вновь установленной границы. В неё входил восточный берег реки Наровы и полоса южнее Псковского озера между линией границы и линией, соединяющей деревни Борок, Смольни, Белькова и Спрехтичи на стороне Эстонии, и полоса западнее линии от устья реки Великой через д. Сивцева, д. Лухнова, д. Самулина, д. Шалки и д. Спрехтичи со стороны России. Здесь могли размещаться только силы охраны правопорядка и пограничная стража. Псково-чудской бассейн объявлялся свободным от военных судов.
В первые два года существования новой границы в Печорском крае её незаконное пересечение местными жителями, в основном русскими по национальности, было массовым явлением. Договор предусматривал выдачу пойманных нарушителей границы, однако эстонцам-гражданам СССР, пожелавшим остаться в Эстонии, предоставлялась возможность получить гражданство Эстонии и тем самым избежать выдачи в СССР. Полу-прозрачностью границ пользовались также и спецслужбы для заброски шпионов и ведения пропаганды.

### Военный и советский периоды

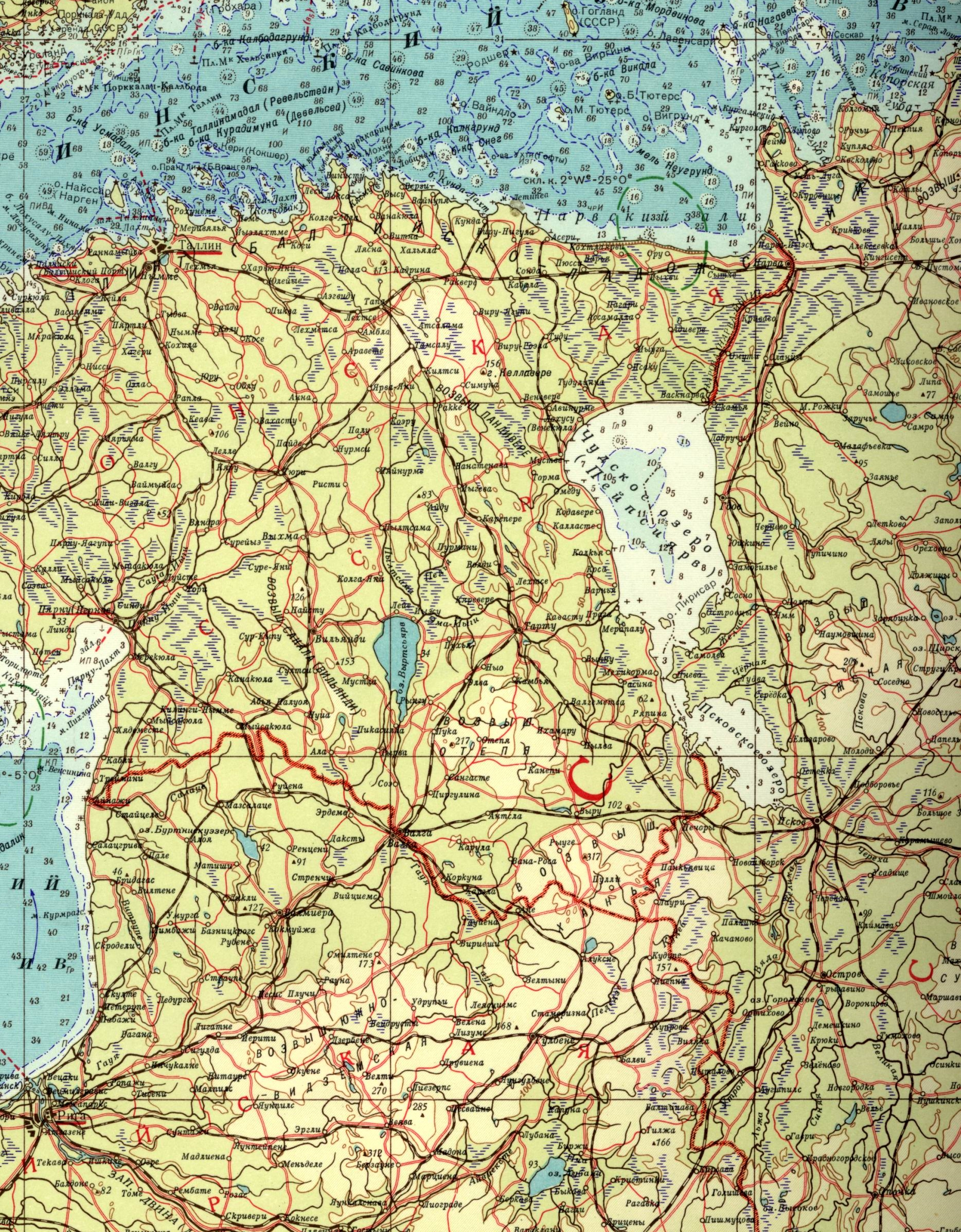
Фрагмент карты Генерального штаба СССР второй половины 1940-х гг.

В 1940 Эстония была включена в состав Советского Союза и бывшая государственная граница стала административной. Контроль за перемещением через неё тем не менее сохранялся до начала Великой Отечественной войны.
С 1941 по 1944 эта же граница являлась восточным рубежом генерального округа Эстланд Рейхскомиссариата Остланд, однако город Нарва с окрестностями был выделен из подчинения Остланда и управлялся германской военной администрацией. В высших кругах НСДАП имелись различные взгляды на дальнейшую судьбу региона. Один из них предполагал перемещение восточной границы Эстланда, переименованного в Пейпусланд (от немецкого названия Чудского озера), в район реки Волхов для переселения эстонского населения в присоединённую область. Альтернативный план предполагал создание на северо-западе Ленинградской области «расово-очищенного» рейхсгау Ингерманланд с сохранением существующей границы.
В 1944 году решениями Верховного Совета СССР восточная часть территорий, ранее уступленных Эстонии Тартуским мирным договором, передавались от Эстонской ССР в состав РСФСР. Они включали восточное Принаровье с Ивангородом (без Нарвы) и большую часть Печорского уезда. Остров Пийрисаар целиком сохранялся за Эстонской ССР.

2. Учитывая неоднократные просьбы населения Печорской, Слободской, Паниковской и Избарской волостей Эстонской ССР, Вышгородской, Кочановской и Толковской волостей Латвийской ССР, населенных по преимуществу русскими, и идя навстречу этим пожеланиям, а также имея в виду, что Президиум Верховного Совета Эстонской ССР и Президиум Верховного Совета Латвийской ССР ходатайствуют о включении указанных волостей в состав РСФСР, Президиум Верховного Совета Союза Советских Социалистических Республик постановляет: Утвердить представление Президиума Верховного Совета Эстонской Советской Социалистической Республики, Президиума Верховного Совета Латвийской Советской Социалистической Республики и Президиума Верховного Совета Российской Советской Федеративной Социалистической Республики и включить в состав Псковской области Печорскую, Слободскую, Паниковскую волости и часть Избарской волости, выделив их из состава Эстонской ССР, за исключением части населенных пунктов этих волостей с преобладающим эстонским населением и составляющих ныне волости Мяэ и Мяремяэ Эстонской ССР, а также Вышгородскую, Кочановскую и Толковскую волости, выделив их из состава Латвийской ССР.— ПРЕЗИДИУМ ВЕРХОВНОГО СОВЕТА СССР. УКАЗ от 23 августа 1944 года Об образовании Псковской области в составе РСФСР
31 октября 1957 с санкции Верховного Совета СССР году была произведена ещё одна корректировка границ РСФСР и ЭССР на основе взаимного обмена небольшими участками территорий. В результате с российской стороны образовался полуэксклав Дубки, имеющий связь с Россией только по водам Псковского озера, а также т. н. Саатсеский сапог, где были расположены дома деревни Городище. В 1970-е по данному участку была проложена асфальтовая дорога, соединяющая эстонский город Выру с деревней Саатсе. Внутренние границы союзных республик были административными и прозрачными, и не создавали сложностей поездкам граждан и перевозке товаров. Также в Печорах продолжала работать средняя школа с эстонским языком обучения, в эстонских городах — русские школы. Между Псковом и Тарту курсировал рейсовый теплоход.

### Современное состояние

Территориальные изменения в Эстонии и Латвии с 1939 года. Светло-зелёным указана территория, переданная советскими властями из состава Эстонии в состав РСФСР

Ещё до начала переговоров о границе началась подготовка общественного мнения к возможной передаче Печор и Изборска Эстонии. В 1990 году в приграничных сёлах были развешаны плакаты, призывающие участвовать в выборах девяти делегатов от Печорского края в Конгресс граждан Эстонии. Участникам выборов предлагались купоны на покупку продовольствия в Эстонской ССР. В 1990-х годах Департамент гражданства и миграции Эстонии приступил к натурализации (предоставлению гражданства) жителей Печорского района в упрощённом порядке, получавших эстонский паспорт в дополнение к российскому без предъявления требований о сдаче языкового экзамена и отказа от российского гражданства.
Существовавшая на момент распада СССР административная граница между Россией и Эстонией стала де-факто государственной границей Российской Федерации и Эстонской Республики. Россия начала демаркацию существующей «контрольной линии» летом 1994 года. Тогда же начались переговоры сторон о юридическом признании границы, на которых Эстония ссылалась на соглашение от 1920 года. Российскую делегацию возглавляли последовательно Василий Свирин и Людвиг Чижов, эстонскую — Рауль Мялк и Юри Луйк. Точное определение новой линии границы осложнялось применением различных систем координат в СССР, Эстонии и России. К 1995 году стороны договорились о признании существующей контрольной линии в качестве государственной границы. В целом она повторяла административную границу ЭССР и РСФСР, а в части водной границы по акватории озёр — также и границу 1920 года. Также стороны обменивались участками приграничных территорий в размере 128,6 гектаров суши и по 11,4 квадратных километров поверхности озёр. В обмен на Саатсетский сапог (115,5 га) Россия получает от Эстонии лесные наделы в волостях Меремяэ и Вярска. В 1999 году стороны парафировали текст будущего пограничного договора, который был подписан в 2005 году. Однако уже после подписания договора эстонская сторона добавила в его преамбулу ссылку на Тартуский мирный договор 1920 года, ввиду чего Россия, опасаясь дальнейших претензий Эстонии на бывший Печорский уезд и восточное Принаровье, отозвала свою подпись под договором.
Договор без спорной преамбулы был вновь подписан министрами иностранных дел в Москве 18 февраля 2014 года. Тогда же был и одобрен проект разграничения акваторий в Нарвском и Финском заливах. В ноябре 2015 года парламент Эстонии одобрил документ в первом чтении. Законопроект № 747785-6 «О ратификации Договора между РФ и ЭР о российско-эстонской государственной границе и Договора между РФ и ЭР о разграничении морских пространств в Нарвском и Финском заливах» внесен в Государственную думу на ратификацию, которая откладывалась со ссылкой на «неподходящую атмосферу». В январе 2017 года глава МИД РФ Сергей Лавров заявил, что «Россия вернется к этому вопросу в случае, если двусторонние отношения будут развиваться конструктивно».
После случившегося в сентябре 2014 инцидента с задержанием российской пограничной охраной сотрудника Полиции безопасности Эстонии Эстона Кохвера эстонская сторона, в целях «снижения количества ошибочных незаконных пересечений границы», провела её одностороннюю демаркацию. Тогда же было запланировано оборудование границы средствами мониторинга и охраны на всём её протяжении. По планам Департамента полиции и погранохраны Эстонии, вся приграничная полоса расчищалась для возможности её патрулирования пешком и на вездеходах, часть границы также оборудовалась забором с колючей проволокой, вдоль болот должны быть проложены понтонные дороги. Стоимость проекта оценивается в 179 млн евро. К концу 2017 в уездах Выру и Пылва граница была обозначена 552 столбами, в акваториях Чудского озера и Нарвского водохранилища установлены 175 вех. Проект планируется реализовать до 2020 года.
В июне 2017 и декабре 2018 Консервативная народная партия Эстонии (EKRE) вносила в парламент страны законопроекты об отказе от ратификации договоров о сухопутной и морской границе с Россией и отзыве подписей под документами со ссылкой на события на Украине. В 2019 году председатель парламента Эстонии Хенн Пыллуаас заявил, что продвижение с ратификацией пограничного договора может состояться только при восстановлении границы по Тартускому миру 1920 года.

### Закрытие границ России со странами Балтии и Польшей в 2022 году
С 19 сентября 2022 года власти Эстонии официально временно ограничила въезд россиян в страну с любой действующей шенгенской визой, полученной для поездки с целью туризма или бизнеса, в том числе для участия в проходящих в Эстонии спортивных соревнованиях или культурных мероприятиях. По другим причинам въезд в страну разрешён, например: посещение родственников, транзитный проезд, учёба, гуманитарные причины и прочее.
C 1 февраля 2024 года и до 2026 года было временно прекращено движение транспорта по автомобильному автомобильному мосту, соединяющему российский Ивангород и эстонскую Нарву. Фактически границу для автотранспорта Россия закрыла в полночь по московскому времени, когда в Эстонии было ещё 23:00.
Причина такого шага — ремонт КПП в Ивангороде, который, как ожидается, продлится до конца 2025 года.

### Пограничные буи на реке Нарве
Буи на реке Нарва для разграничения территориальных вод двух стран устанавливают каждую весну, до 2022 года это делали «по обоюдному согласию» сторон. Разметка ежегодно пересматривается в связи с изменением русла. Эстонское пограничное управление сообщило, что российские пограничники в ночь на 23 мая 2024 года убрали 24 из 50 буев, установленных 13 мая, в том числе те, что не были согласованы (всего должны были быть размещены 250 буев).

## Особенности

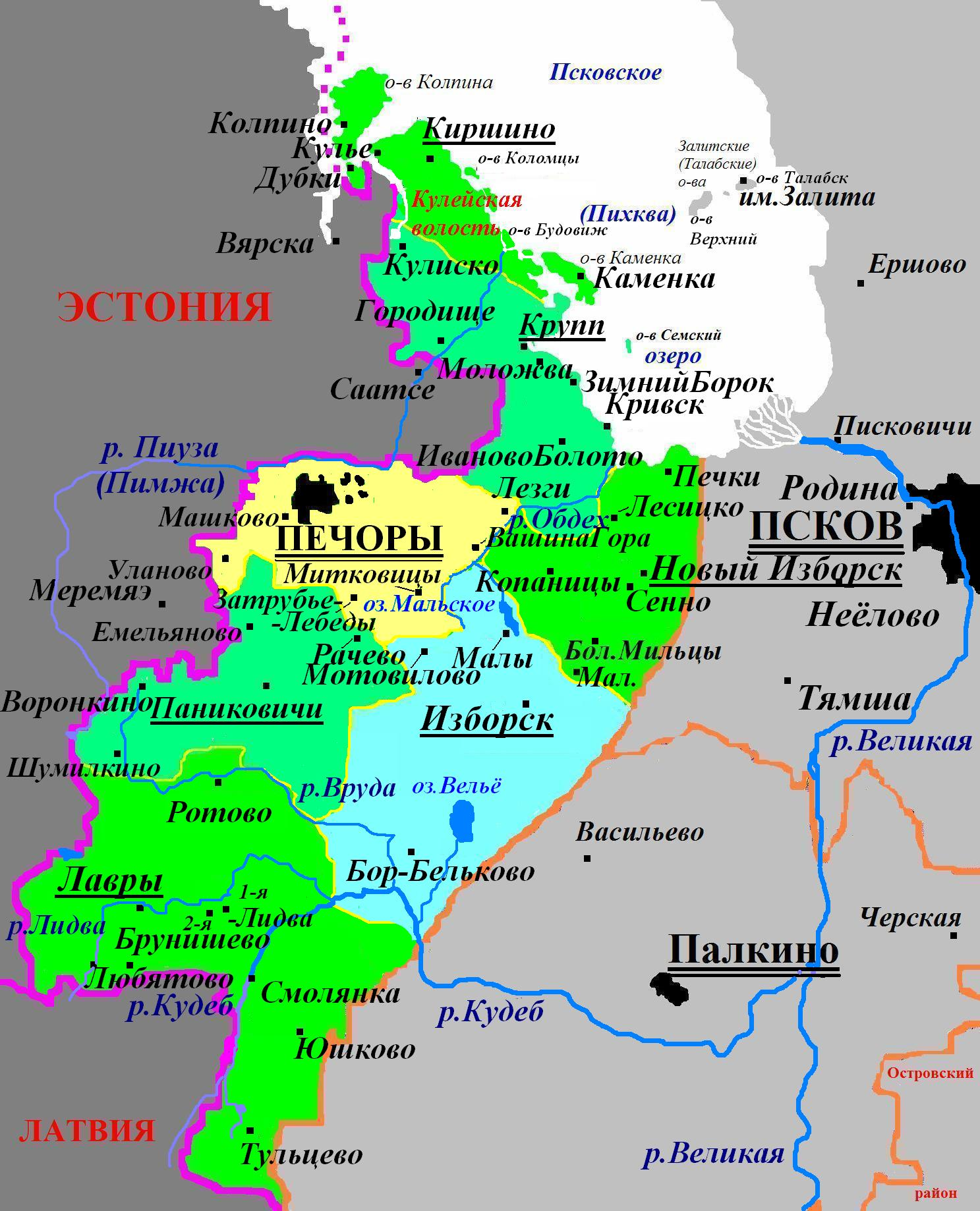
Сухопутный участок российско-эстонской границы в Печорском районе Псковской области. Саатсеский сапог — к северу от нп Саатсе, Эстония.

Со стороны России к границе примыкают Ленинградская область и Псковская область, где вблизи линии границы и вдоль побережья озёр установлена пограничная зона с регламентированным посещением. Граница разделила города Нарва (Эстония) и Ивангород, в советское время представлявшие единую коммуникационную агломерацию. Оба города имеют преимущественно русское и русскоязычное население.
До ратификации договора о границе Саатсеский сапог остаётся территорией России, на котором расположена автомобильная дорога между эстонскими населёнными пунктами. Этот участок разрешается свободно проезжать с территории Эстонии без пограничного контроля, однако остановка и высадка пассажиров на нём запрещены.

## Транспорт
На границе действует три международных автомобильных пункта пропуска (Шумилкино, Куничина Гора и Ивангород), пропускающие легковой и грузовой автотранспорт, автобусы, пешеходов, мотоциклистов и велосипедистов. Для прохождения пункта пропуска со стороны Эстонии на транспортных средствах необходимо зарегистрироваться на сайте оператора пунктов пограничного транзита, выбрать время пересечения границы и уплатить сбор. Через все три пункта пропуска ходят рейсовые междугородние автобусы. В деревнях Саатсе и Крупп расположены эстонский и российский пункты пропуска пешеходов. Второй пешеходный пункт пропуска действует в Нарве (Парусинка, ныне закрыт). В порту Сторожинец существует озёрный пункт пропуска, экспортировавший в Эстонию строительный песок, пассажирское сообщение отсутствует. Также имеются два железнодорожных пограничных пункта, в Печорах и через Нарвский железнодорожный мост. Через Ивангород и Нарву до 2020 года ежедневно ходил поезд Москва — Санкт-Петербург — Таллин. С изменением маршрута поезда Рига — Санкт-Петербург в конце 1990-х межгосударственное железнодорожное пассажирское сообщение России и Эстонии через Печоры было закрыто.

## Торговля и туризм
Жители России активно ездят в Эстонию за продуктами, из Эстонии в Россию ездят за табаком, алкоголем и бензином.
В начале 1990-х через границу шёл контрабандный поток оружия в Россию и различных сырьевых и промышленных товаров в Эстонию. В апреле 1994 года у заставы «Печоры» произошёл инцидент, когда два контрабандиста, направлявшиеся с территории Эстонии в Россию, расстреляли пограничный патруль — рядовых Сергея Гуляева, Вячеслава Бибина и Вячеслава Цыганкова. От полученных ранений Цыганков скончался по дороге в госпиталь.
В связи с ухудшением российско-эстонских отношений пассажиропоток через границу имеет тенденцию к сокращению. Кроме того некогда значительные объёмы транзита российских грузов резко сократились после 2007 года в связи с протестами по поводу сноса Бронзового солдата) В связи с перенаправлением российских грузов в балтийские порты Петербурга, Приморска и наращиванием мощностей нового порта Усть-Луга дальнейшие перспективы трансграничной торговли выглядят пессимистично, в том числе из-за величины евроденоминированных эстонских транзитных тарифов.

## Панорама приграничья в Нарве

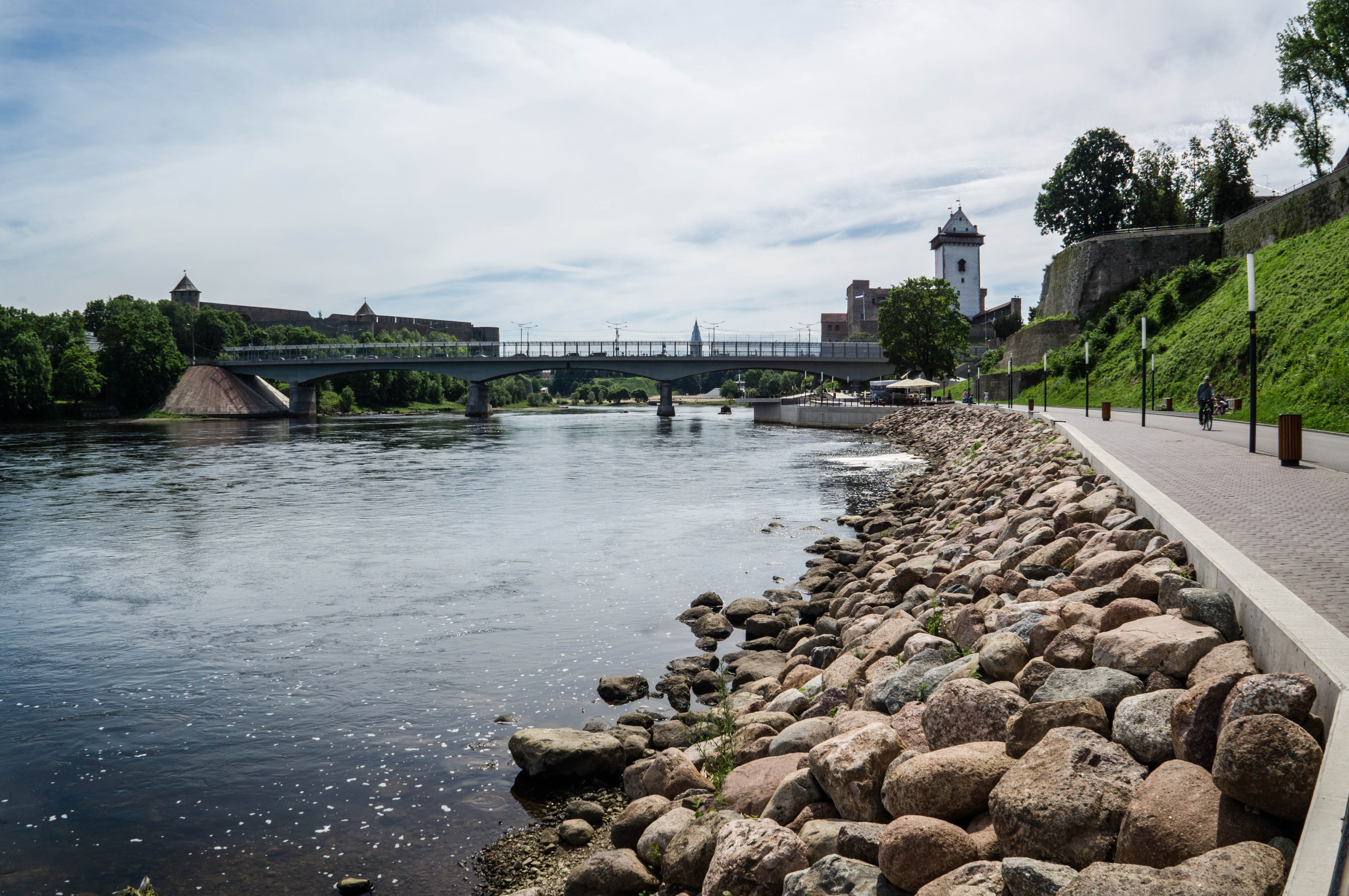
Вид на Нарвский мост Дружбы с нарвского променада
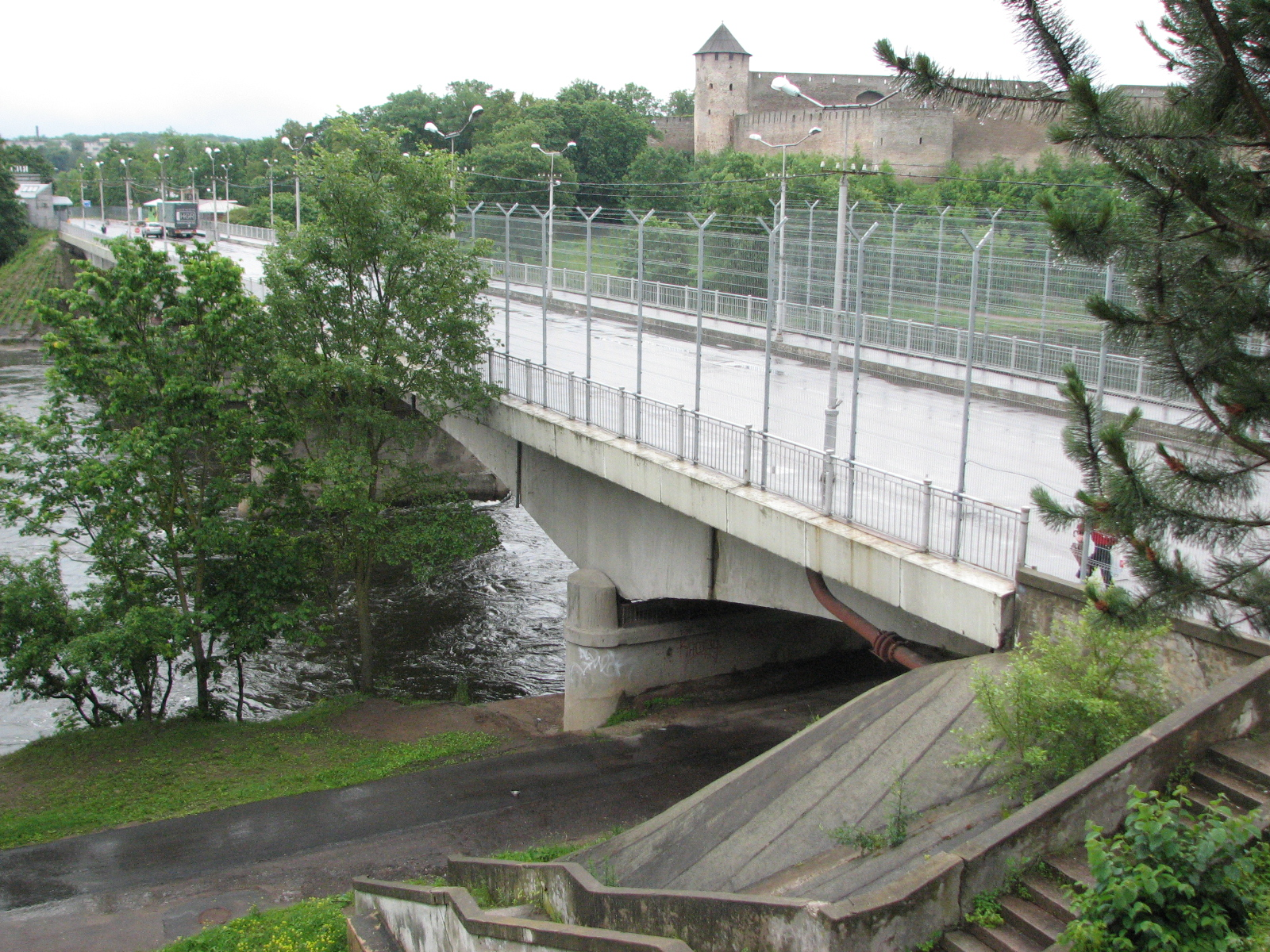
Вид с моста на северо-запад
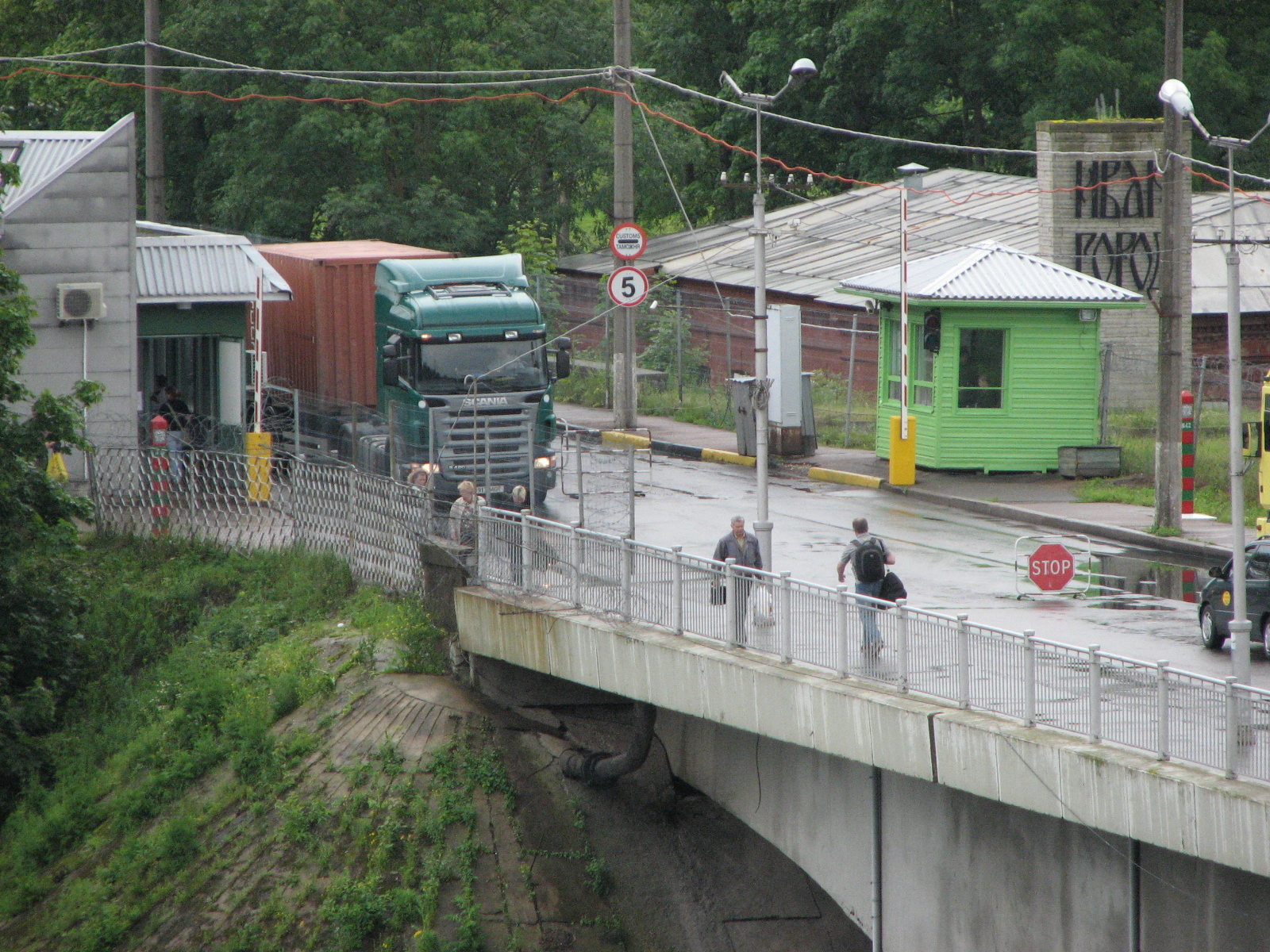
Российский конец моста
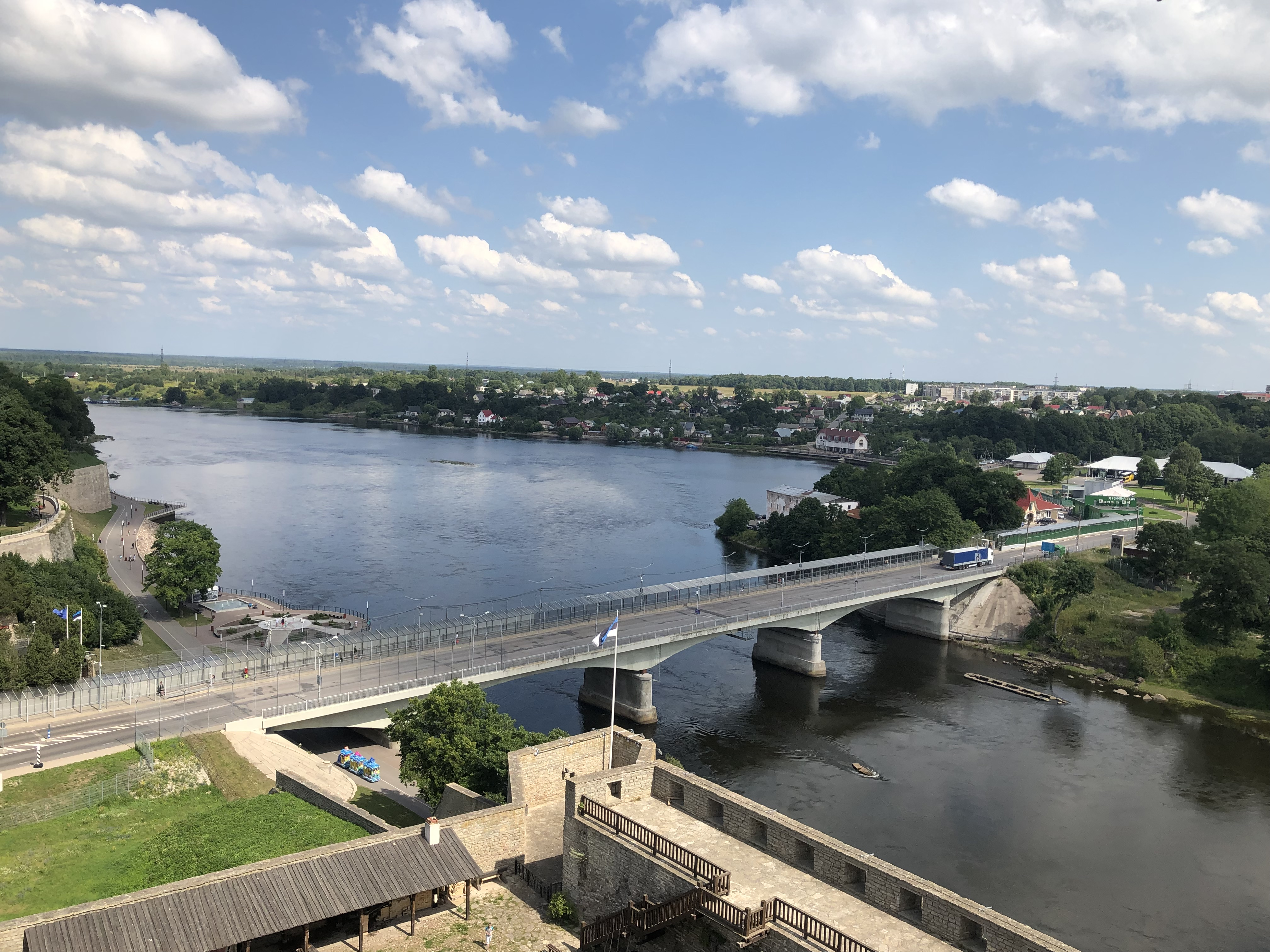
Вид на Нарвский мост Дружбы с башни Нарвского замка

## Пограничные регионы
Регионы Эстонии, граничащие с Россией:
- Вырумаа
- Ида-Вирумаа
- Пылвамаа

 Регионы России, граничащие с Эстонией:
- Ленинградская область
- Псковская область